# Miss Universe 1957

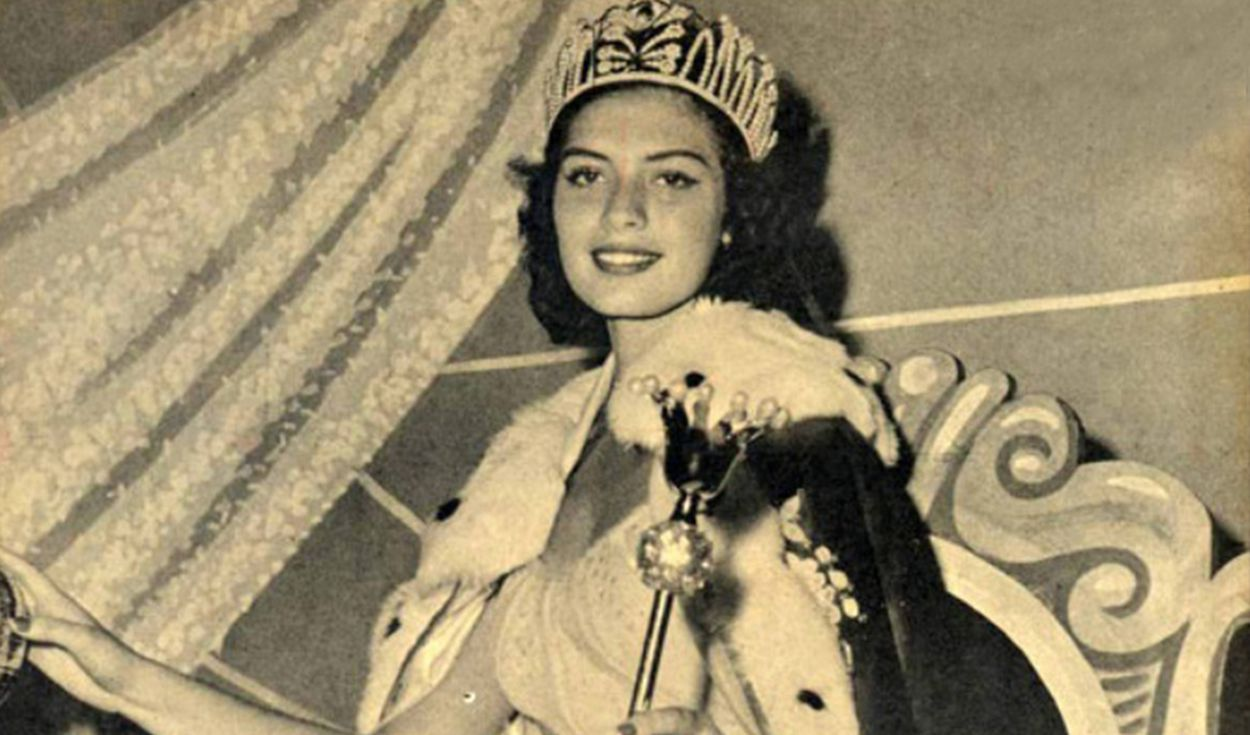

Der Wettbewerb um die Miss Universe von 1957 war die 6. Miss Universe und fand am 19. Juli 1957 in Long Beach im US-Bundesstaat Kalifornien statt. Siegerin bei dem Wettbewerb mit 32 Teilnehmerinnen wurde Gladys Zender aus Peru.
| Land              | Schreibweise bei Pageantopolis | Schreibweise in der Heimatsprache | Teilnahme an weiteren Wettbewerben |
| ----------------- | ------------------------------ | --------------------------------- | ---------------------------------- |
| Platzierungen     |                                |                                   |                                    |
| 1. Peru           | Gladys Zender                  | Gladys Zender                     |                                    |
| 2. Brasilien      | Teresinha Morango              | Teresinha Morango                 |                                    |
| 3. Italien        | Sonia Hamilton                 | Sonia Hamilton                    |                                    |
| 4. Griechenland   | María Gamio                    | María Gamio                       |                                    |
| 5. BR Deutschland | Gerti Daub                     | Gerti Daub                        |                                    |
| Top 15            |                                |                                   |                                    |
| Alaska            | Martha Lehmann                 | Martha Lehmann                    |                                    |
| Argentinien       | Mónica Lamas                   | Mónica Lamas                      |                                    |
| Österreich        | Hannerl Melcher                | Hannerl Melcher                   |                                    |
| Kanada            | Gloria Noakes                  | Gloria Noakes                     |                                    |
| Griechenland      | Ligia Karavia                  |                                   |                                    |
| Italien           | Valeria Fabrizi                | Valeria Fabrizi                   |                                    |